# Silent Scope 3
Silent Scope 3 est un jeu vidéo de tir au pistolet développé et édité par Konami en 2002 sur PlayStation 2 et Xbox.

## Accueil
- GameSpot : 5/10[1]
- Jeux vidéo Magazine : 12/20[2]